# Parafia Przemienienia Pańskiego w Borowicy
Parafia Przemienienia Pańskiego w Borowicy – parafia rzymskokatolicka, znajdująca się w archidiecezji lubelskiej, w dekanacie Krasnystaw – Zachód.

## Zasięg parafii
Do parafii należą wierni z następujących miejscowości: Borowica, Gołąb, Toruń.

## Historia parafii
Kościół w Borowicy powstał w latach 1797-1799, z inicjatywy Kazimierza Krasińskiego. Pieczę duszpasterską nad świątynią sprawowali do 1864 augustianie z pobliskiego Krasnegostawu. W latach 1864–1920 posługiwali tu kapłani z parafii w Pawłowie, po czym jeden z księży zamieszkał w Borowicy na stałe.
W 1921 biskup lubelski Marian Leon Fulman utworzył tu parafię, obejmującą wioski Borowica i Toruń. Po II wojnie światowej, w 1947 siedzibę parafii przeniesiono do Żulina, a kościół w Borowicy stał się kaplicą filialną. Od 1957 przy kościele znów rezydował ksiądz. W 1961 utworzono tu samodzielny ośrodek duszpasterski. W 1975 r. pobudowano nową plebanię.
Ponownego erygowania parafii dokonał biskup Bolesław Pylak 9 kwietnia 1988. Pierwszym proboszczem został ks. Stanisław Pacek, zaś od 2014 funkcję tę sprawuje ks. Grzegorz Kolasa. Pod względem liczby wiernych jest to najmniejsza parafia archidiecezji lubelskiej i jedna z najmniejszych parafii rzymskokatolickich w Polsce.